# Buchholz (Aller)
 For alternative betydninger, se Buchholz. (Se også artikler, som begynder med Buchholz)
Buchholz er en kommune i Samtgemeinde Schwarmstedt i Landkreis Heidekreis i den centrale del af den tyske delstat Niedersachsen. Kommunen har et areal på 27,7 km², og et indbyggertal på godt 2.050 mennesker (2013).

## Geografi
Kommunen krydses af motorvej A7 og Bundesstraße 214 (B 214). I nordenden af kommunen løber floden Aller.
I kommunen ligger ud over Buchholz landsbyen Marklendorf.